# 弗雷德里克·羅素·伯納姆
弗雷德里克·羅素·伯納姆，DSO（英語：Frederick Russell Burnham，1861年5月11日—1947年9月1日），美國偵查兵與世界旅遊冒險家。他以服役於不列顛南非公司最為著名，接者則在非洲殖民地的英國陸軍服役，然後在羅德西亞地區為羅伯特·貝登堡教導斥候技術。他對於國際童軍運動的啟發有莫大的幫助。

## 註解

### 來源註腳
1. ↑  Davis 1906，第192頁.
2. ↑  West 1932，第49頁.
3. ↑  Illustrated London News 1902，第44頁.
4. ↑  The Times 1926，第10頁.

- 本條目採用了1906年伯納姆少校的自傳，現在處於公有領域：Davis, Richard Harding. . New York: Charles Scribner's Sons. 1906. ISBN 0-87364-239-2.